# Eldkvarns bästa
Eldkvarns bästa, de lyckliga, lyckliga, olyckliga åren  är ett  samlingsalbum utgivet 2000 av rockgruppen Eldkvarn. 
Skivan gavs ut efter att skivan Limbo fick goda recensioner och bandet uppmärksammades stort.    

## Låtlista
Alla låtar är skrivna och komponerade av Plura Jonsson om inget annat anges. 
| Nr  | Titel                                                  | Kompositör         | Ursprungligt album                | Längd |
| --- | ------------------------------------------------------ | ------------------ | --------------------------------- | ----- |
| 1.  | Pojkar, pojkar, pojkar                                 |                    | Pojkar, pojkar, pojkar (1979)     | 2:33  |
| 2.  | 3:ans spårvagn genom ljuva livet                       |                    | Genom ljuva livet (1981)          | 3:12  |
| 3.  | Landsortsgrabb                                         |                    | Utanför lagen (1986)              | 3:22  |
| 4.  | Ett hus på stranden                                    |                    | Utanför lagen (1986)              | 3:57  |
| 5.  | Ta min hand                                            |                    | Himmelska dagar (1987)            | 6:08  |
| 6.  | Kungsholmskopplet                                      | Carla Jonsson      | Himmelska dagar (1987)            | 3:22  |
| 7.  | Nerför floden                                          |                    | Kungarna från Broadway (1988)     | 4:18  |
| 8.  | Kungarna från Broadway                                 |                    | Kungarna från Broadway (1988)     | 4:03  |
| 9.  | Kärlekens tunga                                        |                    | Kungarna från Broadway (1988)     | 3:45  |
| 10. | I skydd av mörkret                                     |                    | Kungarna från Broadway (1988)     | 3:37  |
| 11. | Somliga går med trasiga skor (Gäst: Marie Fredriksson) | Cornelis Vreeswijk | Den flygande holländaren (1988)   | 4:36  |
| 12. | Långsamt tåg                                           |                    | Karusellkvällar (1989)            | 4:27  |
| 13. | Den långa färden (Gäst: Eva Dahlgren och Mauro Scocco) |                    | Den långa färden 1971–1991 (1991) | 6:18  |
| 14. | Alice                                                  |                    | Himmelska dagar (1987)            | 7:53  |
| 15. | In från regnet                                         |                    | Sånger från Nedergården (1994)    | 5:15  |
| 16. | Jag är bättre än dej                                   |                    | Lyckliga tider (1997)             | 6:59  |

## Listplaceringar
| Lista (2000) | Topplacering |
| ------------ | ------------ |
| Sverige      | 14           |

### Fotnoter
1. ↑  ”Eldkvarns bästa”. http://www.swedishcharts.com/showitem.asp?interpret=Eldkvarn&titel=Eldkvarns+B%E4sta+%2D+Dom+lyckliga%2C+lyckliga%2E%2E%2E+olyckliga+%E5ren&cat=a. Hung Medien. http://www.swedishcharts.com/showitem.asp?interpret=Eldkvarn&titel=Eldkvarns+B%E4sta+%2D+Dom+lyckliga%2C+lyckliga%2E%2E%2E+olyckliga+%E5ren&cat=a. Läst 17 december 2012.